# 박갑동
박갑동(朴甲東, 1919년 3월 11일 ~ 몰년 미상)은  한국의 언론인, 정치가, 저술가이었다. 남로당 당수 박헌영의 비서로 지낸바 있었으며, 박헌영의 측근이었다. 현재는 일본 도쿄에 거주하고 있다.

## 생애
1919년 경남 산청군에서 지주집안 출신으로 태어났다. 중앙고보 재학 중에 일본 경찰 구타 사건에 연루되어 퇴학 당했던 바 있었으며, 일본 와세다대학 정경학부에 입학하여 유학하다 1941년에 나와 지리산에서 학병반대 게릴라 투쟁을 하였다.
해방이후 조선공산당에 들어가 기관지 해방일보의 정치부 수석기자로 활동했다.
1946년 공산당 당수 박헌영이 북으로 간 후 남로당이 지하화된 후 한국전쟁 직전까지 지하 총책으로 활동했었다.
한국전쟁 발발 후 북한으로 넘어가 문화선전성 구라파 부장을 지냈으나 이내 곧 북한 김일성이 1953년 남로당계열 대숙청을 했을 때 박헌영 일당으로 연루되어 수용소에서 3년을 보냈다. 사형집행 대기 중 1956년 ‘스탈린 격하’ 운동 여파로 석방되었고, 1957년 중국 베이징-홍콩- 일본 도쿄로 통해 탈출했다. 그 이후 그는 일본 도쿄에 정착하여 살고 있다.
1989년 이상조(전 주소련북한대사)와 도쿄에서 ‘북조선개방추진위원회’를 조직했고, 1992년 조선민주통일구국전선을 만들어 상임의장을 맡고 있으며 일본, 미국, 러시아, 대한민국 등을 다니며 기자회견이나 초청연설, 저서 등을 통해 현 북한 정권을 비판하면서 활동하고 있다.

## 박갑동 연보[3]
1919.3	 경남 산청군 신등면 단계리(山淸 新等面 丹溪里) 출생
1932.4	 진주 고등보통학교입학
1934.4	 서울 중앙고등보통학교 3학년전학
1935.9	 동경 대성중학교 4학년전학
1936.4	 와세다대 제1고등학원입학
1941.12 와세다대  정치경제학부 정치학과졸
1945.4	 지리산에서 반일유격대조직
1945.5	 조선독립동지회 조직대표
1945.9	 조선공산당기관지 [해방일보]정치부기자
1946.11 남조선노동당 기관지 [노력인민]부장
1949.10 남조선노동당 중앙위원회이론진 선전부기관지부 블럭책
1950.4	 남조선노동당지하당 총책
1951.3	 조선민주주의인민공화국문화선전성 구라파부장
1953.3	 체포되어 감금당함
1956.3	 흐루시쵸프 스탈린비판으로 학살직전 석방
1957.6	 북한탈출 중국으로 감
1957.12 홍콩경유 일본에 망명
1989.6	전 주소련대사 이상조 장군과 만나 [북조선 개방추진위원회]조직모의
1992.1	모스크바에서 북한을 탈출한 망명동지들과 회동 [조선민주통일구국전선]을 조직

## 저서[3]

### 신문 연재
- 내가 아는 박헌영 : 중앙일보 연재
- 서울.평양.북경.동경 : 서울신문 연재
- 환상의터널 - 그 시작과 끝 : 중앙일보 연재
- 발가벗긴 김일성 : 세계일보 연재

### 저서 (일본어판)
- 탄식의 조선혁명, 동경 삼일서방
- 망망한 공화국, 동경 삼일서방
- 안에서 본 조선전쟁, 동경 성갑서방
- 은행나무여! 이야기하라, 동경 성갑서방
- 김일성과의 투쟁기, 동경 성갑서방
- 북조선 악마의 조국, 동경 베스트셀러사

### 저서 (한글판)
- 갈수록 멀어지는 공화국
- 서울.평양.북경.동경
- 박갑동, 『박헌영 - 그 일대기를 통한 현대사의 재조명』, (인간사, 1983년)
- 박갑동 지음 구윤서 옮김, 『한국전쟁과 김일성』, (바람과물결, 1990)[4]
- 박갑동, 『통곡의 언덕에서 : 남로당 총책 박갑동의 증언』, (서당, 1991년)
- 이철승, 박갑동 공저, 『건국 50년 대한민국, 이렇게 세웠다: 이철승 박갑동 좌우 거목의 세기적 대담』, 계명사, 1999.[5]

## 참고 자료
- 近藤大介, 《北朝鮮を継ぐ男　革命家・朴甲東の８０年の軌跡》[깨진 링크(과거 내용 찾기)], 草思社, ２００３．２, ISBN：4-7942-1187-2